# Ayumu (chimpancé)
Ayumu (nacido el 24 de abril de 2000) es un chimpancé que vive actualmente en el Instituto de Investigación del Primate de la Universidad de Kioto.  En este centro se lleva  a cabo desde hace años un estudio sobre la memoria de trabajo de los chimpancés, liderado por Tetsuro Matsuzawa.. Concretamente, los ensayos a los que se somete a estos primates van encaminados a comprobar su facultad de retener en la memoria las posiciones de unos numerales  que aparecen brevemente en una pantalla táctil y luego son sustituidos por cuadrados opacos situados en el  mismo lugar. El chimpancé debe tocar estos cuadrados en el orden numérico correcto.  Ayumu ha resultado tener una memoria que supera, de momento, a la de todos lo humanos que se han prestado a someterse a la prueba en las mismas condiciones que los chimpancés.
Los ensayos con Ayumu forman parte del  Proyecto Ai, un esfuerzo de investigación relacionado con la cognición de los chimpancés que dio comienzo en 2004.  Ai es la madre de Ayumu y una de las chimpancés  que participó desde el principio en el estudio. Los sujetos eran seis chimpancés, tres madres con sus crías. Ai ya había aprendido los numerales y su correspondencia con las cantidades; los demás sujetos habían participado en algún estudio, pero no de números.  En el momento en que dio comienzo esta investigación, los pequeños tenían cuatro años. Lo primero que se hizo fue enseñarles la secuencia de numerales del 1 al 9. Las tareas correspondientes se realizaban sobre una pantalla táctil. Los sujetos tenían que tocar en el orden correcto, de menor a mayor, los números que aparecían en la pantalla. En los primeros ensayos les ponían números consecutivos, luego se pasaba  a conjuntos de números en los que algunos faltaban. Al cabo de un año, los chimpancés dominaban esta tarea y se pasó a la segunda fase, relacionada más concretamente con la memoria y específicamente la llamada memoria de trabajo.
Ahora, tras tocar el primer número, todos los demás desaparecen, y en su lugar se visualizan  cuadrados blancos. El sujeto debe tocar estos cuadrados, que están, por así decirlo, tapando los números, en el orden correcto. Todos los sujetos llegaron a superar la prueba. Si bien se cometía algún error, los resultados estaban muy por encima de lo que sería acertar por casualidad. En general, los pequeños lo hacían mejor que sus madres, y el mejor de todos era Ayumu. Los humanos sometidos a la prueba fueron todos más lentos que los tres chimpancés más jovencitos. 
A continuación, se puso en marcha el tercer tipo de prueba; una nueva manera de comparar la memoria de trabajo de humanos y chimpancés. En esta tercera versión del ensayo, el sujeto está ante una pantalla en blanco salvo  un círculo. Cuando  toca el círculo, inmediatamente aparecen  los números, pero permanecen en la pantalla solo durante un breve lapso de tiempo y  automáticamente son sustituidos por los cuadrados blancos. Se hicieron pruebas con un lapso de tiempo de 650, 430 y 210 milisegundos. La duración más corta, 210 milisegundos, es muy cercana a la frecuencia del movimiento sacádico del ojo humano. Esto significa que en estas condiciones, el sujeto no dispone de tiempo suficiente para explorar toda la pantalla con el movimiento del ojo.
Esta tarea permite realizar una comparación objetiva entre las dos especies, en condiciones absolutamente idénticas. Se compararon los siguientes sujetos:  Ai, la mejor situada entre las madres;  Ayumu, el mejor jovencito, y nueve sujetos humanos, todos ellos estudiantes universitarios. En estos, el porcentaje de aciertos disminuyó al hacerse más breve el tiempo de retención. Lo mismo le ocurrió a Ai, la cual, en término medio, quedó por debajo de los humanos. Sin embargo, Ayumu mantuvo el porcentaje de aciertos prácticamente al mismo nivel, independientemente de que el periodo de retención de la imagen fuera inferior o superior. Queda demostrado que hay chimpancés  capaces de memorizar, en tan solo un brevísimo vistazo, los numerales repartidos por la pantalla. Ayumu quedó mejor que los sujetos humanos, tanto en velocidad como en precisión. Es un fenómeno que recuerda a la "memoria fotográfica". Podría estar relacionado con la memoria eidética.
En todo el mundo, los medios de comunicación se hicieron eco de la noticia, dando a entender, en muchos casos, que un chimpancé había superado un test de inteligencia que no está al alcance de los humanos.